# Municipio de Sandwich
El municipio de Sandwich (en inglés: Sandwich Township) es un municipio ubicado en el condado de DeKalb en el estado estadounidense de Illinois. En el año 2010 tenía una población de 7709 habitantes y una densidad poblacional de 193,38 personas por km².

## Geografía
El municipio de Sandwich se encuentra ubicado en las coordenadas 41°40′57″N 88°37′25″O / 41.68250, -88.62361. Según la Oficina del Censo de los Estados Unidos, el municipio tiene una superficie total de 39.87 km², de la cual 39,7 km² corresponden a tierra firme y (0,42 %) 0,17 km² es agua.

## Demografía
Según el censo de 2010, había 7709 personas residiendo en el municipio de Sandwich. La densidad de población era de 193,38 hab./km². De los 7709 habitantes, el municipio de Sandwich estaba compuesto por el 91,24 % blancos, el 0,44 % eran afroamericanos, el 0,22 % eran amerindios, el 0,7 % eran asiáticos, el 5,32 % eran de otras razas y el 2,08 % eran de una mezcla de razas. Del total de la población el 12,26 % eran hispanos o latinos de cualquier raza.